# Drehort

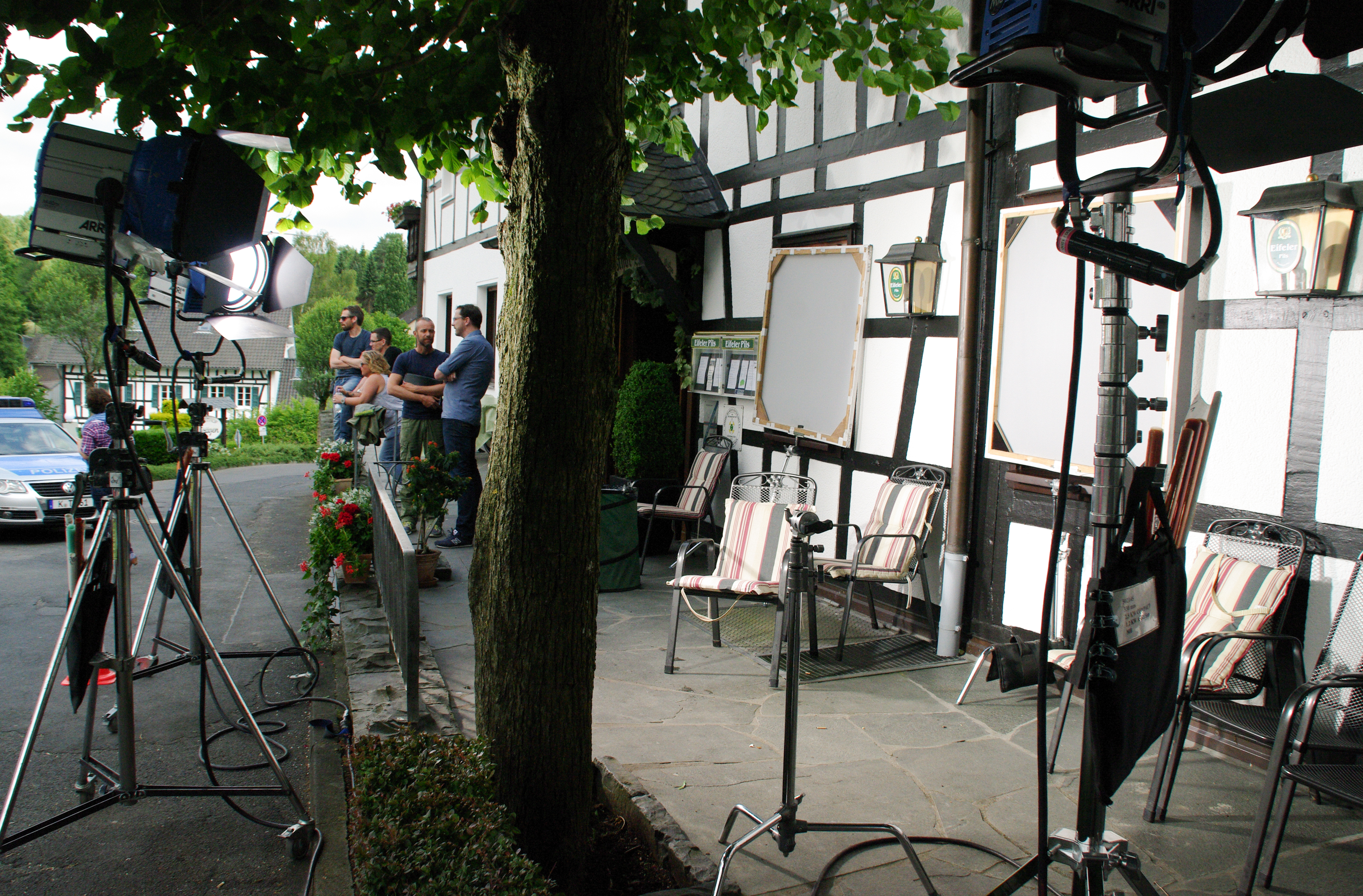
Set für Mord mit Aussicht

Der Drehort ist ein Ort, an dem Dreharbeiten für einen Film oder eine Serie durchgeführt werden.

## Strukturen
Neben seiner optischen und akustischen Eignung (Natur, Architektur, soziokulturelle Atmosphäre) können finanzielle, infrastrukturelle, klimatische, verkehrstechnische, juristische, politische Überlegungen für die Wahl eines Drehorts verantwortlich sein. Der neutralste Drehort mit der besten Infrastruktur ist das Filmstudio. Wenn der Drehort der Schauplatz der Handlung ist, spricht man von Originalschauplatz.
Drehorte werden oft von Agenturen vermittelt, die man Location-Büros nennt. Ausschau nach geeigneten Drehorten halten die Locationscouts. Der als Fremdwort aus dem Englischen übernommene Begriff „Location“ wird im Deutschen für jede Art von Veranstaltungsort gebraucht.

## Touristische Nachvermarktung
Mehr noch als beim Tourismus auf den Spuren von berühmten Literaten haben weltweit erfolgreiche Verfilmungen, die in markanten Landschaften gedreht wurden, in zunehmendem Maße eine bedeutende touristische Nachvermarktung zur Folge. Beispiele dafür sind der touristische Neuseeland-Boom aufgrund der Drehorte der Herr-der-Ringe-Kinofilme sowie spanische Drehorte der Game-of-Thrones-Staffeln. Die schiere Masse des durch den weltweiten Filmkonsum ausgelösten Besucheransturms wird für die Einheimischen allerdings oft zum dauerhaften Ärgernis, nicht nur wegen Infrastrukturengpässen.